# Pantermätare
Pantermätare, Pseudopanthera macularia är en fjärilsart som beskrevs av Carl von Linné 1758. Pantermätare ingår i släktet Pseudopanthera och familjen mätare.Enligt den finländska rödlistan är arten starkt hotad i Finland. Arten är reproducerande i Sverige. Artens livsmiljö är fuktiga ängar och skogsgläntor, framför allt strandängar vid sötvatten Inga underarter finns listade i Catalogue of Life.
Arten är med ett vingspann av 25 till 29 mm en liten fjäril. Vingarna är gula med mörka fläckar vad som påminner om leopardens (även känd som panter) päls i färg och mönster. Grundfärgen kan vara ljus- eller mörkgul. Den gröna larven har en vit och en mörk sidolinje.
Pantermätarens aktivitet är inte bunden till någon peciell tid på dagen.  Fortplantningen sker i Norden i maj och juni. Larverna har flera värdväxter som de livnär sig på, bland annat stinksyska och vitplister.

## Bildgalleri

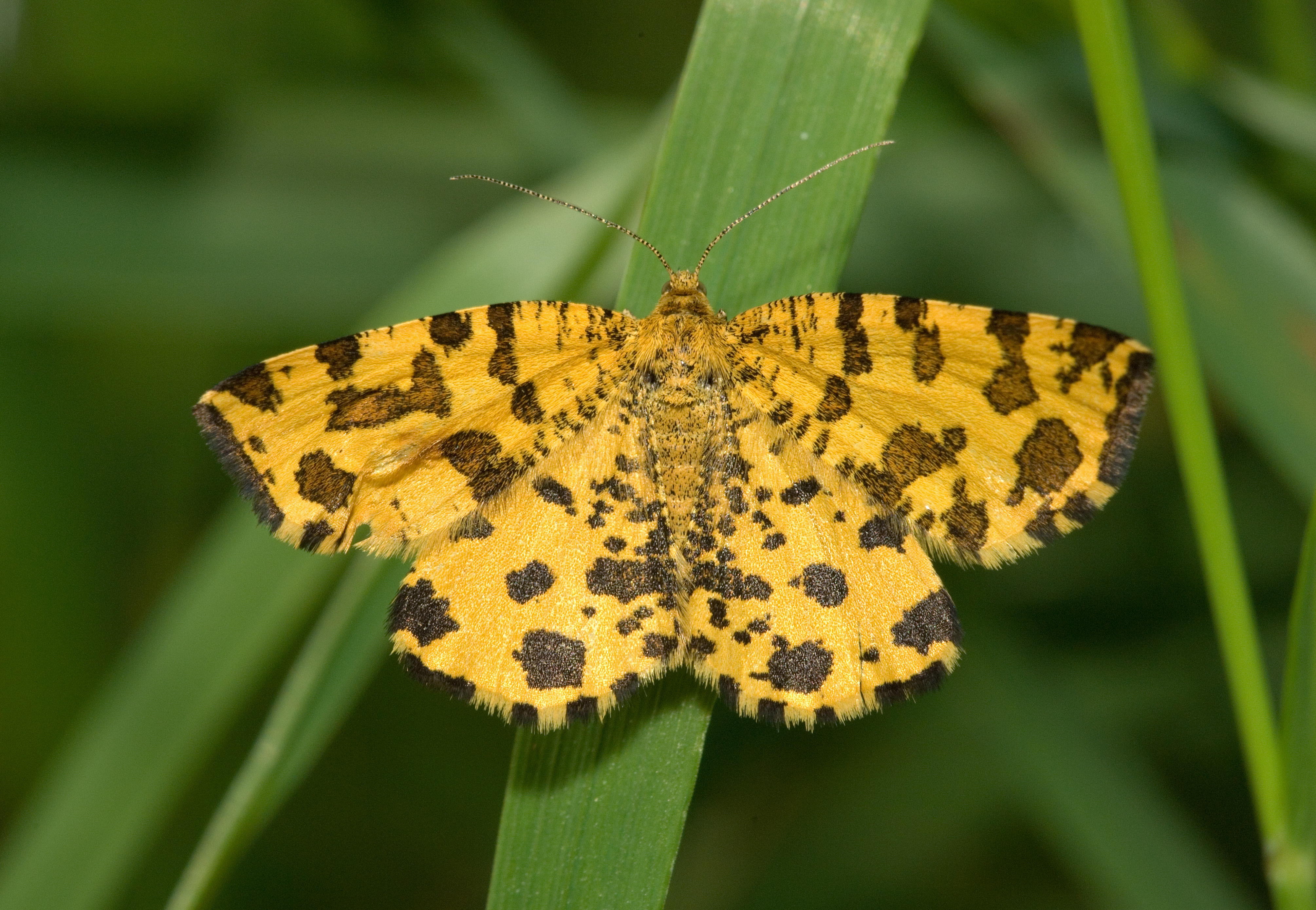
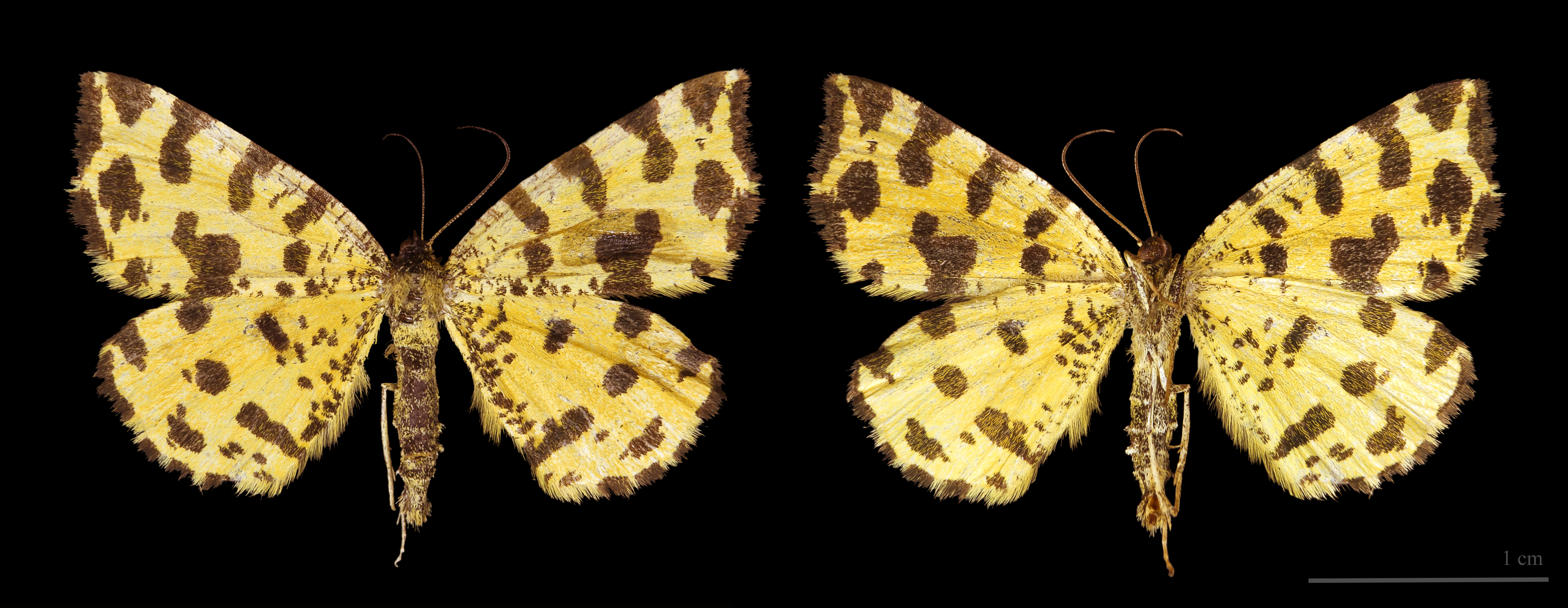